# Ben Bocquelet
Benjamin Bocquelet (n. 27 iunie 1980, Gravelines, Nord-Pas-de-Calais, Franța) este un animator⁠(d), scriitor, regizor și producător franco-britanic, cel mai bine cunoscut ca creatorul serialului de animație Cartoon Network Uimitoarea lume a lui Gumball. De asemenea, a fost regizorul unui scurtmetraj numit The Hell's Kitchen în 2003. Când Cartoon Network Development Studio Europe a fost creat în 2007, Bocquelet a fost angajat pentru a-i ajuta pe oameni să-și prezinte proiectele la Cartoon Network după demiterea subdiviziunilor Nickelodeon și Jetix din Europa. Cu toate acestea, când studioul a decis să-i pună pe toți angajații să-și prezinte propriile idei, el a decis să ia unele dintre personajele respinse pe care le crease pentru reclame și să le pună pe toate într-o singură serie, într-un cadru școlar. Lui Daniel Lennard, Khaki Jones și Brian A. Miller⁠(en)[traduceți], vicepreședintele pentru seriale originale și dezvoltare la Turner Broadcasting System, le-a plăcut ideea, iar serialul a primit în cele din urmă undă verde.